# Johan Christopher Toll

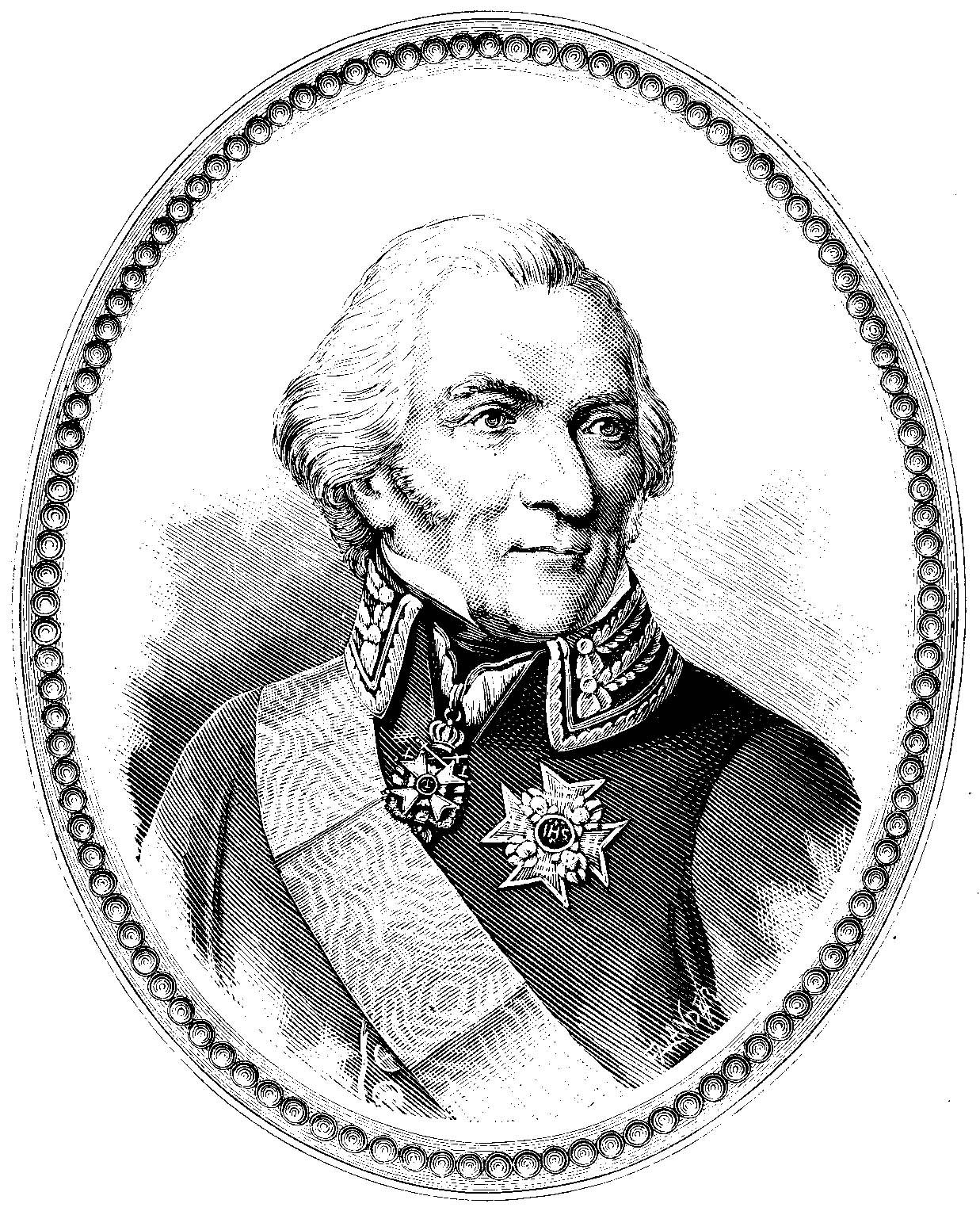
Johan Christopher Toll

Johan Christopher Toll, auch: Johan Kristoffer Toll, (* 1. Februar 1743 auf Gut Mölleröd in Schonen; † 21. Mai 1817 auf Schloss Bäckaskog nahe Kristianstad) war ein schwedischer Graf, Ritter, Feldmarschall und Politiker mit großem Einfluss auf die Könige Gustav III. und Gustav IV. Adolf. Von 1801 bis 1809 war er der letzte Generalgouverneur in Schonen.

## Leben

### Unter GustavIII.
Toll war der Sohn des Oberstleutnant Reinhold Gustav Toll und der Freiin Elsa Sofia Gyllenstierna. Er ging 1758 freiwillig in die Armee und beteiligte sich an einem Feldzug nach Pommern (1759–1760), doch nahm er schon 1764 seinen Abschied ohne den Offiziersrang erreicht zu haben. Toll schlug die juristische Laufbahn ein und wurde 1766 stellvertretender Vorsteher einer schwedischen Harde (Härad). Nach einem Amtsfehler musste er diesen Beruf aufgeben. 1769 erhielt er wahrscheinlich aufgrund seiner engen Beziehung zur regierenden Partei der Hattarne die Position eines Oberjägermeisters in der ehemaligen Provinz Kristianstads län. Auf dem folgenden Reichstag erlangte die Partei der Mützen die Macht und so war Toll wieder von Entlassung bedroht. Er suchte deshalb den Kontakt zu Gustav III. und empfahl sich für den geplanten Staatsstreich. Am 12. August 1772 setzte er den Umsturz in Schonen in Gang, noch bevor Jacob Magnus Sprengtporten königstreue Truppen aus Finnland heimgebracht hatte. Die Neuheit erreichte Stockholm und Gustav III. war zur Aktion gezwungen ohne diese gedachte Unterstützung. Der Coup gelang jedoch, was Tolls Karriere beschleunigte. Er wurde naturalisiert als schwedischer Adelsmann und zum Rittmeister ernannt.
In kurzer Folge wurde Toll 1775 Major, 1776 Oberstleutnant und 1780 Oberst. Oftmals weilte Toll im Ausland zur Abwicklung geheimer Aufträge, so bereitete er 1783 Gustavs geplante Invasion in Dänemark vor. Auch an den Vorbereitungen zum Krieg von 1788 gegen Russland war Toll beteiligt, doch als sich der Anjalabund gegen Gustav III. auflehnte, verlor Toll das Vertrauen des Königs und musste die Schuld für ein unzureichend ausgerüstetes Heer tragen. Als der König mit seinen Truppen am 24. Juli 1788 von Helsinki aufbrach, musste Toll zurückbleiben.
Toll erhielt jedoch neue Aufträge, unter anderem sollte er die Verteidigung Schonens gegen einen befürchteten dänischen Anfall organisieren. 1789 traf er in Karlskrona ein als Generalintendant der Flotte und Mitglied des Komitees zur Aufrüstung der Flotte. Nachdem die Flotte 1790 verschiedene Erfolge erzielen konnte, erlangte Toll die Gunst des Königs zurück. In den folgenden friedlichen Jahren hatte Toll einen Posten beim schonischen Militär inne. Nach Gustavs Tod ernannte ihn Herzog Karl zum Chef des Kriegskollegiums und zum Generalleutnant, doch kurz darauf wurde er von seinem Cousin, Gustaf Adolf Reuterholm, der das größte Vertrauen des Herzogs besaß, als Gesandter nach Polen geschickt. In Polen erhielt Toll einen Brief von Gustaf Mauritz Armfelt, der mit russischer Hilfe einen Sturz Reuterholms plante. Toll riet von diesen Plänen ab, aber meldete den Putschversuch nicht weiter. Ungeachtet dessen wurden Armfelds Bestrebungen öffentlich und Toll wurde 1795 für seine Verschwiegenheit zu Verlust seiner Ämter und zwei Jahren Haftstrafe in Wismar verurteilt.

### Unter den napoleonischen Kriegen
Schon 1796 konnte Toll seinen Verbannungsort verlassen, da der junge Gustav IV. Adolf an die Macht gekommen war, und ihn in seine alten Ämter einsetzte. Beim Reichstag von 1800 in Norrköping gehörte Toll der royalistischen Partei an und versuchte die Absichten der Regierung beim Ritter- und Bauernstand publik zu machen. Später gehörte er zu einer Delegation des Königs in St. Petersburg, wo ein nordischer Bund gegründet wurde, der die Absicht hatte, in den napoleonischen Kriegen neutral zu bleiben. Aus diesem Grund wurde es als notwendig angesehen, Schonen wieder unter einen Generalgouverneur zu stellen und Toll erhielt diesen Posten. Eine seiner Leistungen war z. B. die Durchführung einer Landreform. 1802 wurde er zum General der Kavallerie ernannt.
Nachdem sich Gustav IV. Adolf entschieden hatte in den Krieg gegen Napoléon einzutreten, erhielt Toll 1804 den Befehl ein Kriegsbudget zu erarbeiten. Toll entsprach diesem Auftrag versuchte aber den König von seinem Vorhaben abzubringen. Da der König fest zu seinem Plan stand, wurde Toll zu Verhandlungen nach Großbritannien geschickt. Durch die Konvention von Helsingborg vom 31. August 1804 brauchte Schweden anfänglich nur die Garnison in Stralsund verstärken und Pommern für den Durchzug russischer und hannoveranischer Truppen öffnen. Aufgrund britischer Bestrebungen entschloss sich der König zu neuen Verhandlungen, und so erhielt Toll den Auftrag am 3. Oktober einen Vertrag mit Großbritannien zu unterschreiben, der zum Eintreten Schwedens in den Krieg gegen Napoléon führte. Deswegen wurde Toll nicht nur in Schonen, sondern auch in Blekinge, Halland, Västergötland und Bohuslän militärisches Oberhaupt. Als die schwedische Armee 1807 nach Pommern zog, hatte Toll den Befehl über eine Division des Heeres. Kurz nachdem Gustav IV. Adolf den Waffenstillstand mit Frankreich gebrochen hatte, war die Armee bei Stralsund zum Rückzug gezwungen. Toll wurde nach Rügen gesandt zur Leitung der britischen Hilfstruppen. Diese blieben jedoch nur kurz vor Ort und als sich der König ganz aus Stralsund zurückzog, kam er nach Rügen und Toll bekam erst seine Division zurück und später das Oberkommando über die Armee. Nachdem sich der König von der Armee verabschiedet hatte, gelang es Toll dem französischen Marschall Guillaume Marie-Anne Brune vorzutäuschen, dass die schwedischen Truppen gegen Gustav IV. Adolf meuterten, was eine Gefangennahme verhinderte. Die Glaubwürdigkeit dieser Täuschung zeugte aber davon, wie gering das Ansehen des Königs im Heer war. Brune erlaubte der schwedischen Armee, die Insel mit allen Vorräten unbehelligt zu verlassen.
Kurz darauf wurde Toll zum Feldmarschall ernannt und erhielt den Befehl über eine neu gebildete Südarmee zur Verteidigung Schonens gegen einen angekündigten Angriff Dänemarks. Das Eintreffen der verbündeten britischen Flotte verhinderte den dänischen Landgang und Toll wurde im Herbst 1808 nach Stockholm beordert zur Teilnahme an einem Finanzkomitee, das Mittel für die Fortsetzung des Krieges bereitstellen sollte. Er widersprach den Plänen des Königs zu gewaltigen Steuererhöhungen und riet diesem offen zur Abdankung. Als Toll nach Schonen zurückkehrte, schien ein dänischer Anfall unausweichlich, da der Öresund zugefroren war. Toll untersagte alle schwedischen Kontrollgänge auf dem Eis, was dem Gegner suggerieren sollte, dass es unsicher war. Noch bevor sich Dänemark zum Angriff entschloss, war die Wasserstraße wieder aufgebrochen.

### Nach 1809
Die Misserfolge des Königs an allen Fronten leiteten Umbruchsbestrebungen in allen Bevölkerungsschichten des Landes ein. Im März 1809 zog General Carl Johan Adlercreutz gegen Stockholm und auch Toll entsagte dem König die Unterstützung, so dass letzterer gefangen genommen wurde. Die neue Regierung entledigte Toll jedoch seiner Posten, aufgrund seiner früheren loyalen Haltung zum König. Da die Wahl der Thronfolge kompliziert war, ließ man Toll schon ein Jahr später wieder Generalbefehlshaber in Schonen werden. Toll war auch die erste leitende Persönlichkeit, die Jean-Baptiste Bernadotte, den künftigen Karl XIV. Johann, auf schwedischem Boden begrüßte. Toll erhielt auch das Vertrauen des neuen Königs trotz dessen Misstrauen gegen Persönlichkeiten der gustavianischen Zeit. Beim Feldzug von 1814 gegen Norwegen war Toll ein Ratgeber Karl XIV. Johanns. Seine letzten Jahre verbrachte Toll auf Schloss Bäckaskog.